# Helgoland
Helgoland (phương ngữ Heligoland: deät Lun nghĩa là "vùng đất") là một quần đảo của Đức ở Biển Bắc, thuộc huyện Pinneberg, (Schleswig-Holstein) cách đất liền 40 km. Theo cơ quan hành chính xã, dân số là khoảng 1500 người.
Từng thuộc lãnh thổ Đan Mạch và đế quốc Anh, quần đảo này thuộc Đức từ năm 1890, tọa lạc ở vịnh Helgoland (một phần của vịnh Đức) trong góc đông nam Biển Bắc. Quần đảo này là một xã Đức có cơ quan hành chính riêng (amtfrei). Mặc dù thuộc lãnh thổ kinh tế Đức, quần đảo Helgoland có quy định riêng: Chúng không thuộc lãnh thổ thuế của EU và không phải trả thuế tiêu thụ Đức..
Ngoài tiếng Đức ra, cư dân địa phương thuộc dân tộc Frisia còn nói phương ngữ Helgoland thuộc tiếng Bắc Frisia gọi là Halunder.

## Địa lý
Quần đảo Helgoland gồm hai hòn đảo: Đảo chính nằm ở hướng tây và đảo Düne nhỏ hơn nằm ở hướng đông. Đảo chính được chia làm hai phần: Unterland (Lower Land) và Oberland (Upper Land). Unterland là vùng địa hình thấp ngang biển, là nơi hoạt động của cảng biển trên đảo này. Còn Oberland là phần khu vực rộng lớn, cao hơn mặt biển, bao gồm cả khu vực Mittelland (Middle Land). Khu vực Mittelland xuất hiện từ năm 1947, đây là kết quả của việc dội bom của Hải quân Hoàng gia Anh trên hòn đảo này. Đảo Düne có địa hình thấp hơn đảo chính và là khu vực có sân bay duy nhất của quần đảo Helgoland. Điểm cao nhất nằm trên hòn đảo chính, cách mực nước biển 61 mét. Hai hòn đảo bị tách rời năm 1720 do một trận bão. 

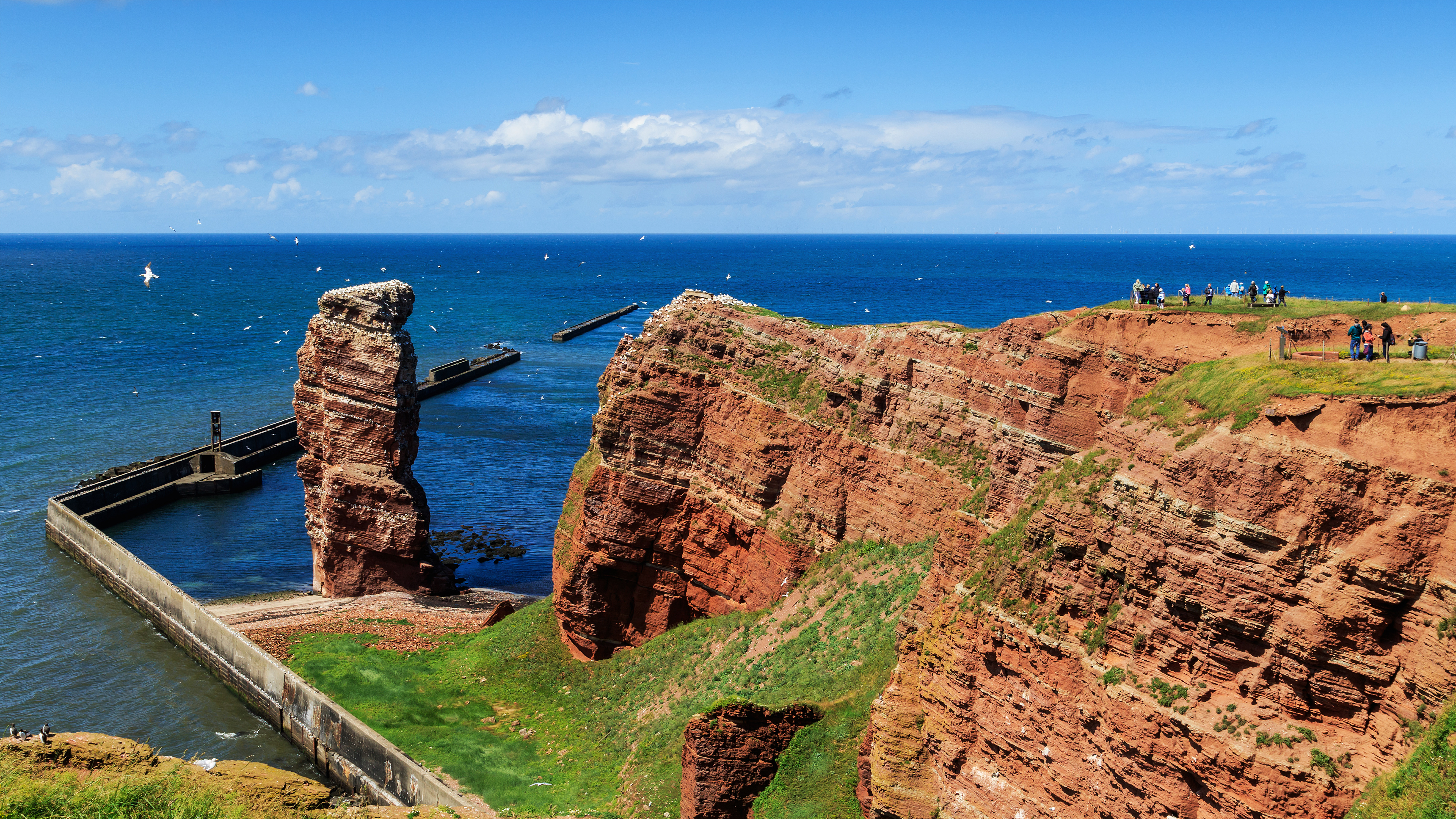
Ở cực tây bắc hòn đảo Helgoland, Lange Anna còn gọi là Nathurn Stak là một chỏm đá có hình như cây cột cao 47 mét và nặng khoảng 25.000 tấn

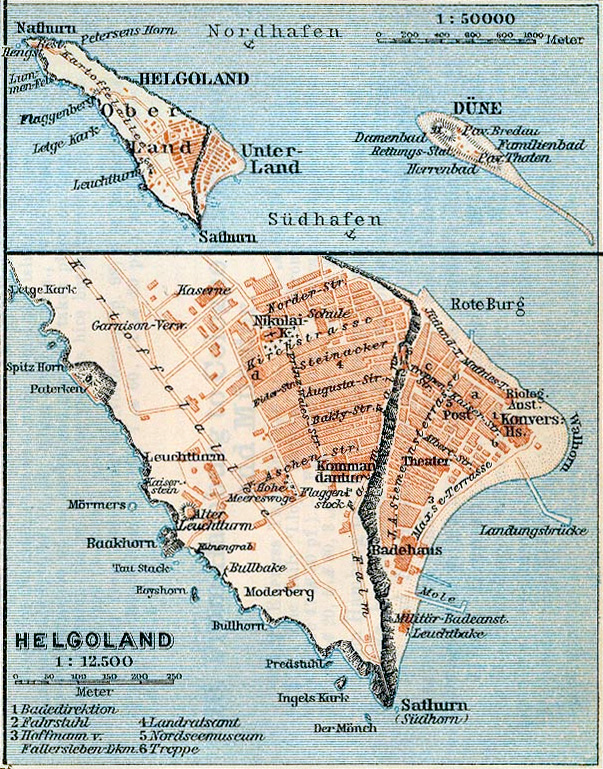
Bản đồ Heligoland năm 1910

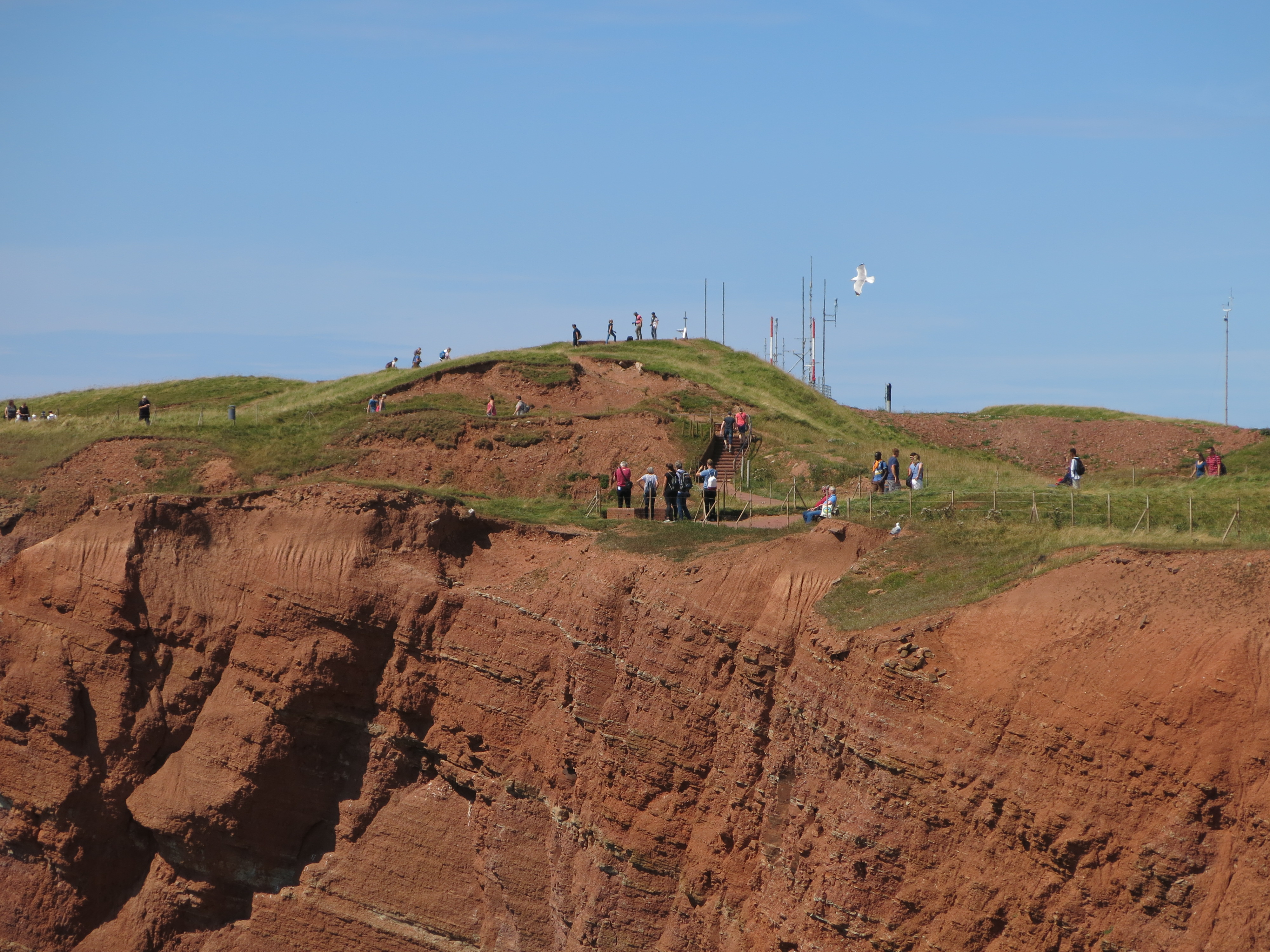
Pinneberg, đồi cao nhất trên Helgoland

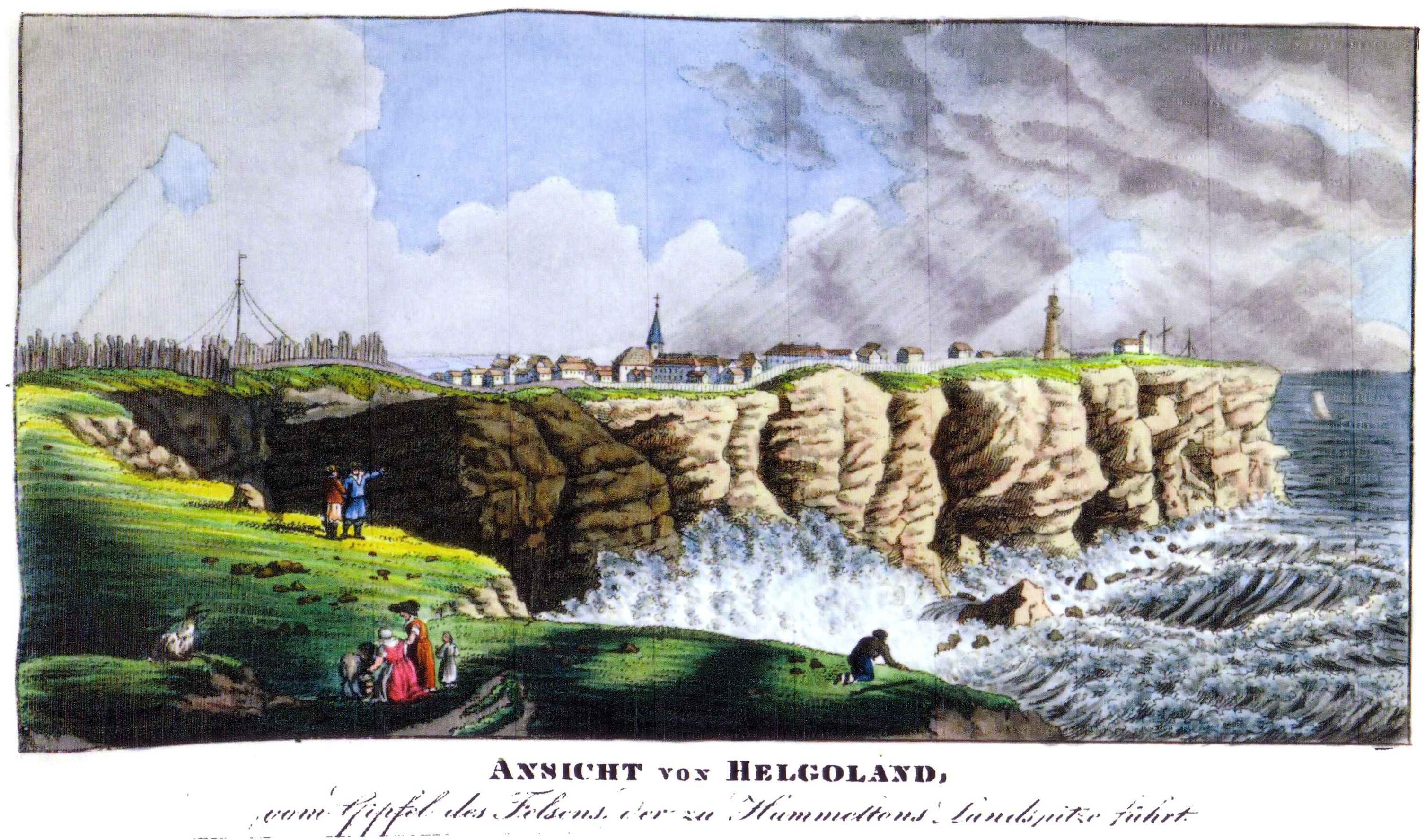
Oberland của Helgoland năm 1826

## Khí hậu
Khí hậu của quần đảo Helgoland mang đặc trưng của khí hậu ở khu vực xa đất liền. Vào mùa đông, nhiệt độ nơi đây có thể cao hơn ở Hamburg lên tới 10 độ C bởi vì các đợt gió lạnh thổi từ nước Nga bị suy yếu khi tới quần đảo Helgoland. Mùa xuân khí hậu tương đối mát mẻ. Mùa thu trên quần đảo thường kéo dài và ấm hơn trên đất liền. Nhiệt độ thấp nhất được ghi nhận trên quần đảo là -11.2 độ C vào tháng 2 năm 1956 và nhiệt độ cao nhất là 28.7 độ C vào tháng 7 năm 1994. Điểm đặc biệt của quần đảo Helgoland là có rất ít hoặc không có phấn hoa, vì thế đây là nơi du lịch lý tưởng cho những người bị dị ứng với phấn hoa.
Quần đảo là một trong những khu vực sinh sản lớn nhất của loài chim Ó biển phương Bắc, Mòng biển cá trích, Chim Alca và Uria aalge ở châu Âu. Ngoài ra, nơi đây cũng là nơi sinh sống đông đúc của loài hải cẩu biển.

## Màu cờ
Màu cờ của quần đảo gồm 3 màu: Xanh lá, đỏ và trắng. Mỗi màu sắc mang ý nghĩa biểu trưng riêng, được miêu tả bằng những câu ngắn với những từ ngữ chọn lọc. 
Theo tiếng Đức:
"Grün ist das Land,
rot ist die Kant,
weiß ist der Sand,
das sind die Farben von Helgoland",
tạm dịch:
"Màu xanh tượng trưng cho đất.
Màu đỏ là vách đá.
Màu trắng là cát.
Đây là những màu sắc của Heligoland".